# Pachtakor Tasjkent
Pachtakor Tasjkent (uzbekiska: Paxtakor Futbol Klubi; ryska: Футбольный клуб Пахтакор Ташкент, Futbolnyj klub Pachtakor Tasjkent) är en uzbekisk professionell fotbollsklubb baserad i huvudstaden Tasjkent. Ordet "Pachtakor" betyder bomullsodlare på svenska. 
Pachtakor var den enda uzbekiska klubben som spelade i den sovjetiska fotbollsligan (uzbekiska: SSSR Oliy Ligasi) och var den enda centralasiatiska klubben som deltog i finalen av sovjetcupen. Klubben har spelat i Olij Liga sedan 1992, och har sedan starten varit den mest framgångsrika i landet med nio ligatitlar, som inkluderar sex titlar i rad mellan 2002 och 2007. Pachtakor har även vunnit den uzbekiska cupen sju år i rad mellan 2001 och 2007, vilket ger totalt elva cupsegrar sedan 1992. Spelare från klubben har vunnit utmärkelsen årets fotbollsspelare i Uzbekistan åtta gånger, och år 2002 bestod hela topp 3-listan av spelare från Pachtakor. Klubbens tränare har utnämnts till årets tränare i Uzbekistan två gånger.

## Historia

### Sovjettiden
Pachtakors första officiella match hölls den 8 april 1956 och ses som klubbens födelsedag. Den första matchen spelades mot ett lag från den ryska staden Perm (då kallad Molotov efter Vjatjeslav Molotov), antagligen FK Zvezda Perm. Pachtakors första mål gjordes av Laziz Maksudov på straff vilket också var matchens enda och vinnande mål.
Laget bildades på tre månader och regeringen bjöd in tränaren Valentin Bechtenev från Moskva för att rekrytera Tasjkents bästa spelare till Pachtakor. Vid tiden skulle klubben komma att representera Uzbekistan i den sovjetiska fotbollsligan. 
År 1959 flyttades klubben upp till den sovjetiska fotbollsligan för första gången. På 1960-talet var klubbens viktigaste spelare Gennadij Krasnitskyj, som ledde klubben till en sjätteplats år 1962. Efter flera säsongers flyttande upp och ned i divisionerna nådde klubben finalen av sovjetcupen år 1968 - vilket gör klubben till den enda centralasiatiska som någonsin gjort detta. I finalen förlorade Pachtakor mot Torpedo Moskva med 1–0. År 1971 åkte Pachtakor återigen ner en division, men stannade inte där länge då de flyttades upp igen efter att ha spelat klart säsongen. 
Pachtakor var den enda klubben som deltog i den sovjetiska högstaligan under Sovjetunionen och de deltog 22 gånger med sammanlagt 212 vinster, 211 oavgjorda och 299 förlorade matcher. Deras bästa ligaplacering blev två sjätteplatser, som de nådde 1962 och 1982.

### Flyghaveriet 1979
I augusti 1979 hade klubben tagit sig tillbaka till Sovjets högsta division, men strax därefter drabbade en stor olycka klubben och sovjetisk fotboll. Under en flygresa till matchen mot Dinamo Minsk var Pachtakors flygplan inblandat i en kollision med ett annat flygplan ovanför Dniprodzerzjynsk i Ukraina.  Samtliga av planets 178 passagerare avled vid haveriet.
Sjutton personer av Pachtakors spelare och personal fanns ombord på planet och avled i haveriet:
- Idgaj Borisovitj Tazetdinov (tränare), (13.01.1933)
- Michail Ivanovitj An (försvarare), (19.11.1952)
- Vladimir Ivanovitj Fjodorov (anfallare), (05.01.1956)
- Alim Masalijevitj Asjirov (försvarare), (25.01.1955)
- Ravil Rustamovitj Agisjev (försvarare), (14.03.1959)
- Konstantine Aleksandrovitj Bakanov (försvarare), (25.05.1954)
- Jurij Timofejevitj Zagumennych (försvarare), (07.06.1947)
- Aleksander Ivanovitj Kortjenov (försvarare), (04.05.1949)
- Nikolaj Borisovitj Kulikov (försvarare), (25.04.1953)
- Vladimir Vasilijevitj Makarov (försvarare), (09.03.1947)
- Sergej Konstantinovitj Pokatilov (målvakt), (20.12.1950)
- Viktor Nikolajevitj Tjurkin (anfallare), (25.01.1952)
- Sirozjiddin Achmedovitj Bazarov (anfallare), (10.08.1961)
- Sjukhrat Musinovitj Isjbutajev (anfallare), (08.02.1959)
- Vladimir Valijevitj Sabirov (anfallare), (14.01.1958)
- Vladimir Vasiljevitj Tjumaks (tränare), (08.12.1932)
- Mansur Inamdzjanovitj Talibdzjanov (administratör), (04.04.1944)

Klubben sponsrar årligen en ungdomsturnering till minne av de avlidna i haveriet. 
Efter haveriet repade sig klubben och kom tillbaka till ligan ledda av anfallaren Andrej Jakubik som ledde klubben till sin största framgång år 1982 då man slutade sexa i ligan före flera starka ryska och ukrainska klubbar som FK Zenit Sankt Petersburg, CSKA Moskva och FK Sjachtar Donetsk. Pachtakor hade under säsongen även fått ett avdrag på 1 poäng eftersom de hade passerat gränsen för antalet oavgjorda matcher.
Efter att ha lett Pachtakor till sina framgångar flyttade Jakubik hem till Moskva för att avsluta sin fotbollskarriär. Efter att klubbens bästa forward lämnat kämpade klubben och tillbringade de kommande åren i förstadivisionen.

### Modern tid, 1992-
Efter Sovjetunionens fall inleddes ett nytt kapitel i klubbens historia. År 1992 var Pachtakor en av klubbarna som deltog i den allra första upplagan av Olij Liga, det självständiga Uzbekistans nya fotbollsliga. Efter det har Pachtakor blivit den mest framgångsrika klubben i landet med 8 ligatitlar och 10 cupvinster. Klubben är den enda som har deltagit i alla upplagor av AFC Champions League sedan den lanserades år 2002. 
Deltagandet i AFC Champions League säsongen 2011 blev mindre lyckat för Pachtakor. Den 4 maj 2011 förlorade klubben mot saudiska Al Nassr vilket ledde till att klubben åkte ur. På grund av många skadade spelare ställde tränaren Ravsjan Chajdarov upp med en trupp baserad på ungdomsspelare vilket gav rekord som den yngsta truppen i turneringens historia med en medelålder på 21,8 år. Klubbens medelålder för säsongen 2011 var 23,3 år.

## Stadion
Klubben spelar sina hemmamatcher på Pachtakor Markazij-stadion i Tasjkent, som invigdes år 1956. Stadion har en kapacitet på 55 000 åskådare vilket gör den till den största i Uzbekistan. Den renoverades år 1996 och år 2007 meddelade klubbstyrelsen att arenan kom att renoveras igen. Arbetet färdigställdes år 2009 och ledde till att stadions publikkapacitet hade minskats till 35,000 eftersom den numer bara inhyser sittplatser. I januari 2010 utsågs arenan till den bästa sportfaciliteten i Uzbekistan 2009.

## Populärkultur
Bland de kända uzbeker som uppmärksammat klubben finns sångarna Sjahzoda och Bozjalar som har dedicerat låtar till Pachtakor.

## Personal

### Teknisk personal
| Roll                        | Namn                 |
| --------------------------- | -------------------- |
| Manager                     | Murod Ismajlov       |
| Assisterande                | Grigorij Kolosovskij |
| Målvaktstränare             | Anvar Rasjidov       |
| Fysioterapeut               | Andrej Sjipilov      |
| Massör                      | Anvar Biserov        |
| Huvudadministratör          | Ilhom Sjaripov       |
| Materialförvaltare          | Barot Jelmurodov     |
| Målvaktstränare (reservlag) | Marat Galimov        |

|

## Klubbstyre

### Nuvarande styrelse
| Post                              | Namn                 |
| --------------------------------- | -------------------- |
| President                         | Abduqahhor Tuchtajev |
| Vicepresident                     | Samvel Babajan       |
| Huvudrepresentative               | Botir Rachimov       |
| Huvuddirektör                     | Rustam Kupajsinov    |
| Reservlagsdirektör                | Asqar Tolibdzjonov   |
| Reservlagets assisterade direktör | Ojbek Qosimov        |
| Sportdirektör                     | Grigorij Tsejtlin    |

|

|}

## Liga- och cuphistoria
| Säsong | Plats | Uzbekiska cupen | Skyttekung (ligan)                     | AFC CL       | AFC CL |
| ------ | ----- | --------------- | -------------------------------------- | ------------ | ------ |
| 1992   | 1     | Första rundan   | Valerij Ketjinov – 24                  | -            |        |
| 1993   | 2     | Vinnare         | Sjukhrat Maqsudov – 15 (1)             | -            |        |
| 1994   | 8     | Semifinal       | -                                      | -            |        |
| 1995   | 4     | Kvartsfinal     | -                                      | -            |        |
| 1996   | 6     | Final           | Dilmurod Nazarov, Ravsjan Bozorov – 12 | -            |        |
| 1997   | 5     | Vinnare         | -                                      | -            |        |
| 1998   | 1     | Semifinal       | Mirzjalol Qosimov, Igor Sjkvyrin – 22  | -            |        |
| 1999   | 4     | -               | -                                      | -            |        |
| 2000   | 7     | Kvartsfinal     | Igor Sjkvyrin – 20                     | -            |        |
| 2001   | 2     | Vinnare         | Negmatullo Quttibojev – 16             | -            |        |
| 2002   | 1     | Vinnare         | Goçguly Goçgulyýew – 14                | -            |        |
| 2003   | 1     | Vinnare         | Zaynitdin Tadzjijev – 13               | Semifinal    |        |
| 2004   | 1     | Vinnare         | Leonid Kosjelev – 12                   | Semifinal    |        |
| 2005   | 1     | Vinnare         | Anvarjon Solijev – 29                  | Gruppspel    |        |
| 2006   | 1     | Vinnare         | Server Zjeparov – 18                   | Gruppspel    |        |
| 2007   | 1     | Vinnare         | Aleksander Gejnrich – 16 (2)           | Gruppspel    |        |
| 2008   | 2     | Final           | Zajnitdin Tadzjijev – 17 (1)           | Gruppspel    |        |
| 2009   | 2     | Vinnare         | Odil Ahmedov – 16 (1)                  | Kvartsfinal  |        |
| 2010   | 2     | Kvartsfinal     | Alexander Gejnrich – 11                | 16-delsfinal |        |
| 2011   | 3     | Vinnare         | Dušan Savić – 7                        | Gruppspel    |        |
| 2012   | 1     | Semifinal       | Temurchudzja Abducholikov – 12         | Gruppspel    |        |

Not
- Uzbekiska cupen hölls inte år 1999.

## IFFHS klubbranking
Pachtakor Tasjkent rankas som en top 400-klubb av IFFHS. I den senaste årliga listan Top 400 club of 2011 släppt den 13 januari 2012 rankas Pachatkor som 267:a.
Senast uppdaterad per: 1 januari 2011 - 31 december 2011
| Releasedatum                       | Typ      | Plats | Poäng |
| November 2008                      | månatlig | 121   |       |
| 5 december 2008                    | månatlig | 125   |       |
| 4 februari 2009                    | månatlig | 159   | 93,0  |
| 5 oktober 2009                     | månatlig | 102   | 117,0 |
| 7 januari 2010                     | månatlig | 98    |       |
| 3 februari 2010                    | månatlig | 98    |       |
| Mars 2010                          | månatlig | 87    |       |
| 7 april 2010                       | månatlig | 108   |       |
| Maj 2010                           | månatlig | 122   |       |
| 3 juni 2010                        | månatlig | 165   |       |
| 1 december 2009 – 29 november 2010 | årlig    | 313   |       |
| September 2011                     | månatlig | 332   |       |
| 4 oktober 2011                     | månatlig | 375   |       |
| 4 december 2011                    | månatlig | 253   |       |
| 1 januari 2011 - 31 december 2011  | årlig    | 267   | 74,0  |

## Meriter

### Nationellt
- Olij Liga:

Vinnare (16): 1992, 1998, 2002, 2003, 2004, 2005, 2006, 2007, 2012, 2014, 2015, 2019, 2020, 2021, 2022, 2023
- Uzbekiska cupen:

Vinnare (12): 1993, 1997, 2001, 2002, 2003, 2004, 2005, 2006, 2007, 2009, 2011, 2019
Tvåa (2): 1996, 2008
- Sovjetiska förstadivisionen:

Vinnare (1): 1972
- Sovjetcupen:

Tvåa: 1967

### Internationellt
- CIS Cup:

Vinnare (1): 2007
Tvåa (1): 2008
- AFC Champions League:

4:a: 2002/2003
Semifinalist: 2004

### Resultat i AFC-tävlingar
- AFC Champions League: 9 deltaganden

2002/2003: 4:a
2004: Semifinal
2005: Gruppspel
2006: Gruppspel
2007: Gruppspel
2008: Gruppspel
2009: Kvartsfinal
2011: Gruppspel
2012: Gruppspel
- Asian Club Championship: 1 deltagande

2000: Första rundan
- Asiatiska cupvinnarcupen: 3 deltaganden

1994/1995: Kvalificeringsrundan
1998/1999: Kvartsfinal
2001/2002: Andra rundan

## Kända spelare
| Sovjet - Berador Abdurajmov - Michail An - Alim Asjirov - Vladimir Fjodorov - Marat Kabajev - Nikolaj Kulikov - Gennadij Krasnitskij - Vladimir Makarov - Jurij Psjenitjnikov - Choren Oganesian - Manutjar Matjaidze - Vassilis Hatzipanagis - Valerij Ketjinov - Andrej Pjatnitski - Andrej Jakubik - Aleksandr Janovskij - Gennadij Denisov - Mirzjalol Qosimov - Igor Sjkvyrin | Uzbekistan - Sadriddin Abdullajev - Azamat Abdurajmov - Odil Ahmedov - Andrej Akopyants - Asror Aliqulov - Stanislav Andrejev - Pavel Bugalo - Server Zjeparov - Aleksander Gejnrich - Islom Inomov - Anzur Ismajlov - Zjafar Irismetov - Sjerzod Karimov - Timur Kapadze - Leonid Kosjelev - Ignatij Nesterov - Anvar Solijev - Ilhom Sujunov - Zaynitdin Tadzjijev | - Farhod Todzjijev - Mirzjalol Qosimov - Dilsjod Sjarofetdinov - Nikolaj Sjirsjov - Igor Sjkvyrin Tidigare sovjetstater - Sergej Lusjan - Vladimir Sjisjelov - Nikolaj Sjirsjov - Goçguly Goçgulyýew Europa - Bojan Miladinović - Dušan Savić - Darko Marković Afrika - Uche Iheruome |

## Tränarhistoria
| Year      | Manager              |
| --------- | -------------------- |
| 1963      | Gavriil Katjalin     |
| 1965–66   | Michail Jakusjin     |
| 1967      | Boris Arkadijev      |
| 1968      | Jevgeny Elisejev     |
| 1969–70   | Michail Jakusjin     |
| 1971      | Aleksandr Keller     |
| 1972–75   | Vjatjeslav Solovyov  |
| 1975      | Gavriil Katjalin     |
| 1976      | Anatoli Basjasjkin   |
| 1979      | Oleh Bazylevytj      |
| 1980      | Sergej Mosagin       |
| 1981–85   | Isjtvan Seketj       |
| 1989      | Viktor Nosov         |
| 1990–91   | Fjodor Novikov       |
| 1992      | Aleksandr Tarchanov  |
| 2001–02   | Sergej Bytenko       |
| 2002      | Viktor Zjalilov      |
| 2003–05   | Tatjmurad Agamuradov |
| 2005      | Ravsjan Chaydarov    |
| 2006      | Valerij Nepomniatji  |
| 2006–07   | Ravsjan Chajdarov    |
| 2008–10   | Viktor Zjalilov      |
| 2010      | Miodrag Radulović    |
| 2010–11   | Ravsjan Chajdarov    |
| 2011      | Murod Ismajlov       |
| 2011–2012 | Dejan Đurđević       |
| 2012–     | Murod Ismajlov       |